# Мудрая, Евгения Сергеевна
Евгения Сергеевна Мудрая (ранее Аугустинас и Романюта) (22 января 1988 года, Тула) — российская профессиональная трековая и шоссейная велогонщица. Чемпион Европы 2009 в омниум, Чемпион Европы 2011 года в гонке по очкам,  Чемпион Европы в 2014 в скретч.  Бронзовый призёр чемпионата мира 2013 года и 2014 в скрэтче. Призёр юниорских чемпионатов мира и Европы. Победитель и призёр этапов Кубка мира.

## Достижения на треке
2005
 Чемпионат мира (U-23) — скрэтч
 Чемпионат Европы (U-23) — скрэтч
2006
 Чемпионат мира (U-23) — скрэтч
 Чемпионат мира (U-23) — гонка по очкам
 Чемпионат Европы (U-23) — гонка по очкам
 Чемпионат Европы (U-23) — скрэтч
2007
 Кубок мира — командная гонка преследования (с Ольгой Слюсаревой и Анастасией Чулковой)
2008
 Кубок мира — гонка по очкам
 Чемпионат Европы (U-23) — скрэтч
2009
 Кубок мира — скрэтч
2010
 Чемпионат Европы (U23) — скрэтч
2011
 Кубок мира — омниум
 Чемпионат Европы — гонка по очкам
 Чемпионат России — омниум, командная гонка преследования
2012
 Чемпионат Европы — гонка по очкам
2013
 Чемпионат мира — скрэтч
 Чемпионат Европы — командная гонка преследования
 Чемпионат России — омниум
2014
 Чемпионат мира — скрэтч
 Чемпионат Европы — скрэтч
 Чемпионат Европы — командная гонка преследования
2015
 Чемпионат Европы — командная гонка преследования
2016
 Кубок мира — скрэтч